# Nicolaes Maes

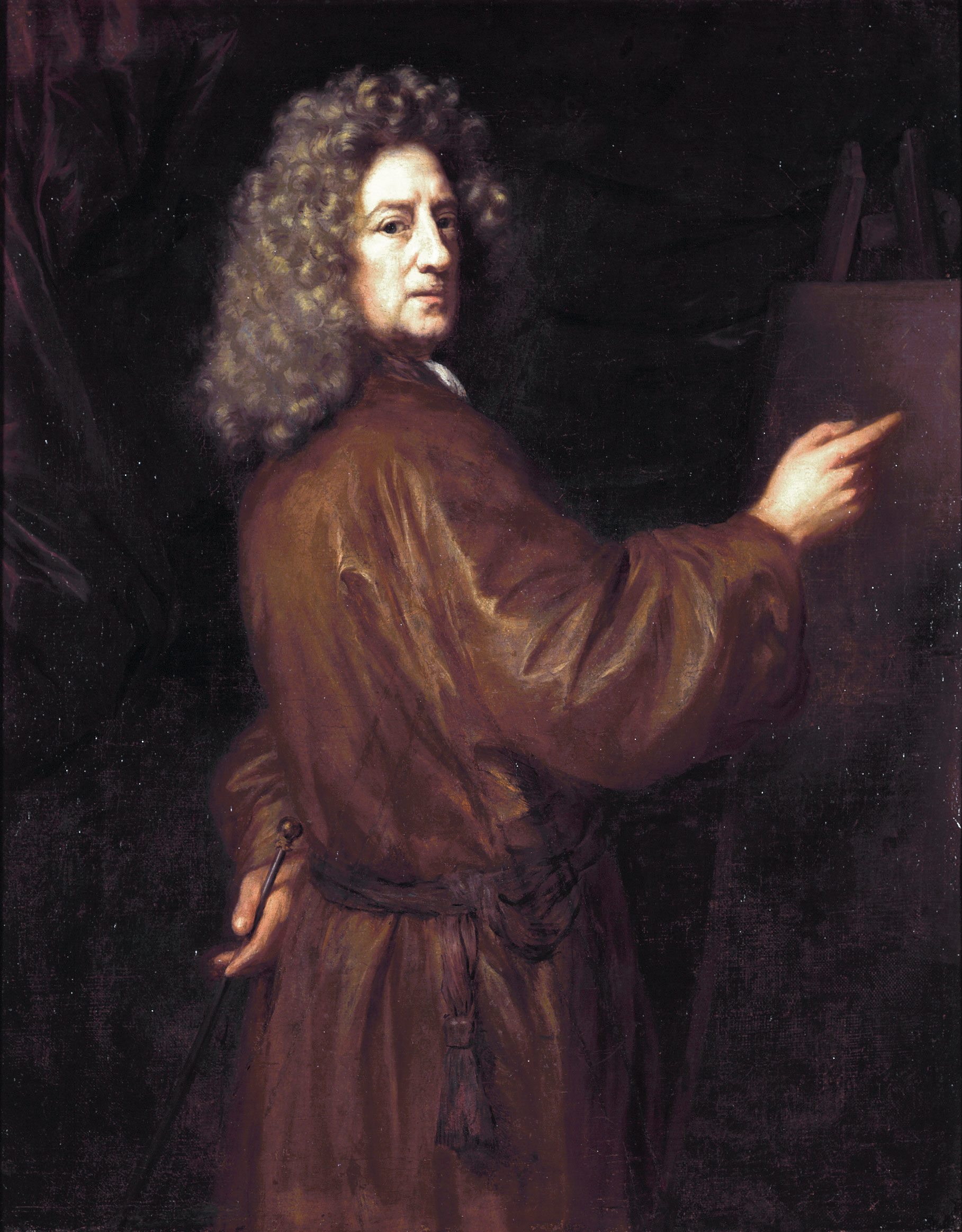
Selbstbildnis (um 1685)

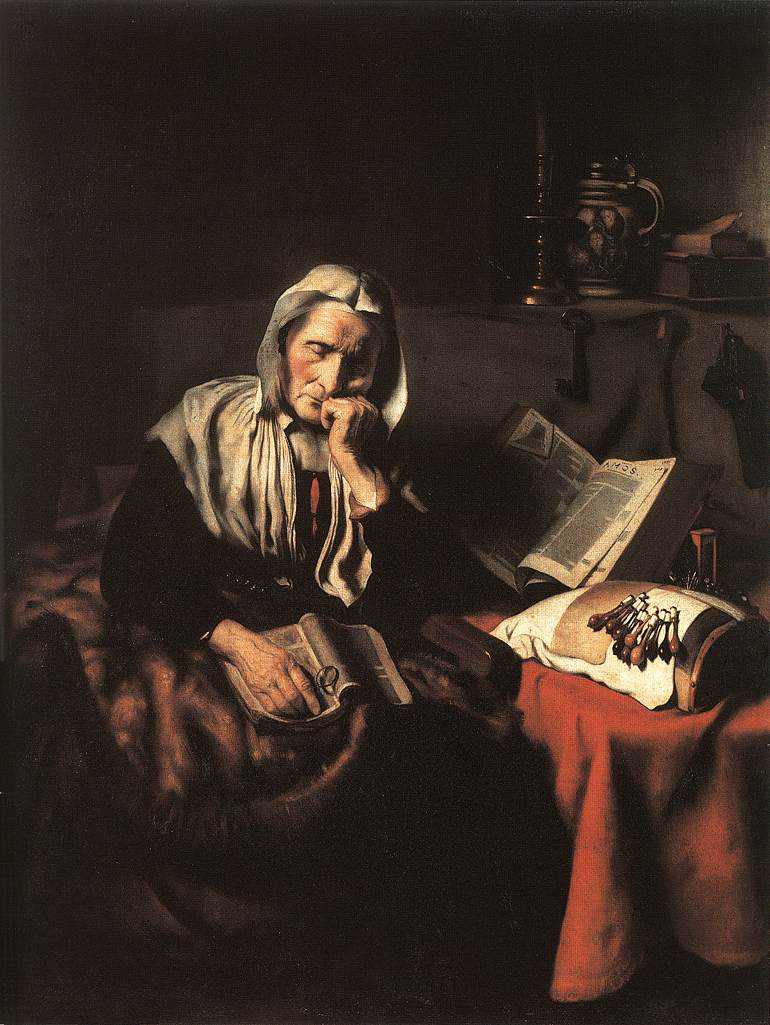
Dösende alte Frau von Nicolaes Maes

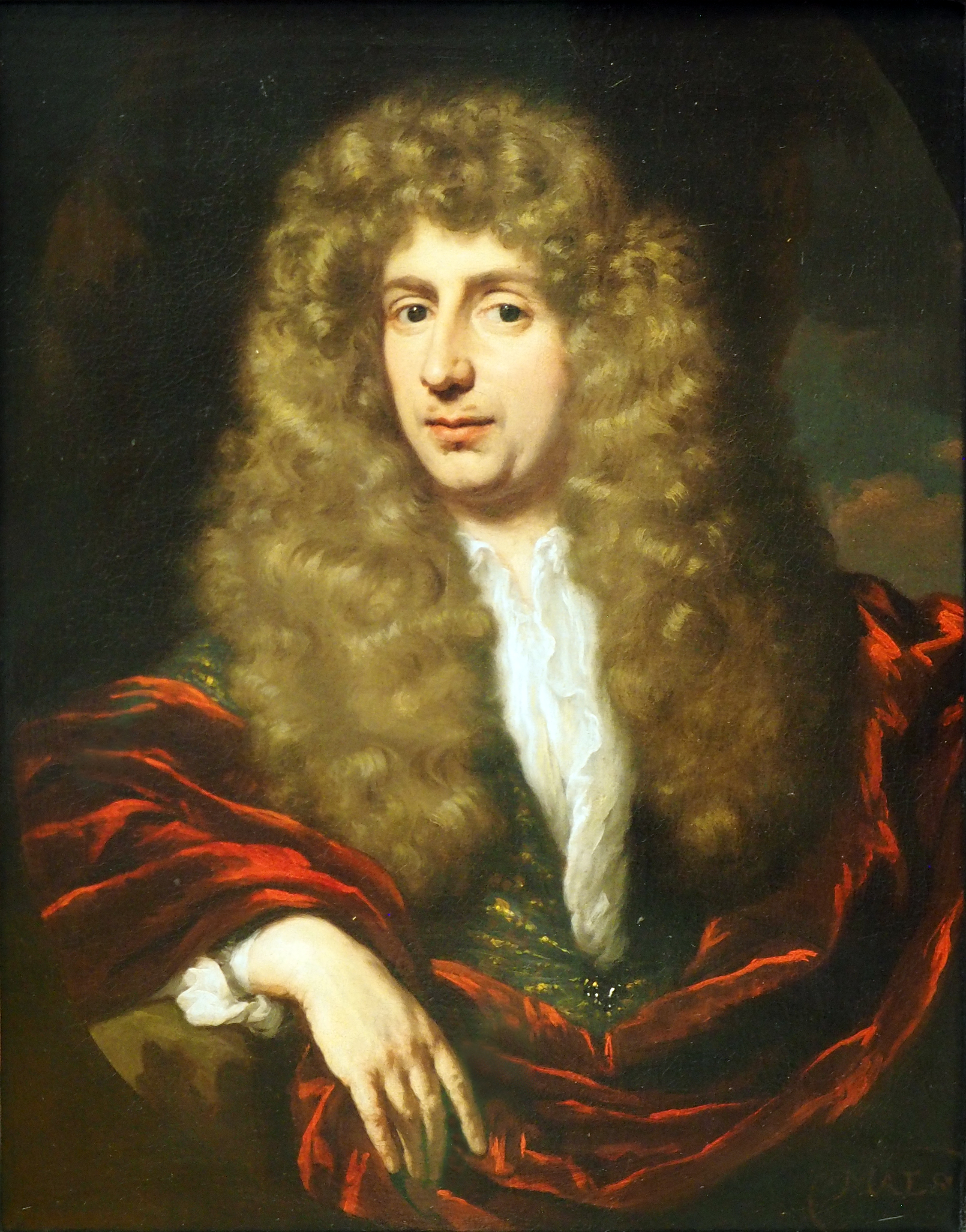
Herrenbildnis (um 1680)

Nicolaes Maes (* Januar 1634 in Dordrecht; † vor 24. Dezember 1693 (beigesetzt) in Amsterdam) war ein holländischer Maler.

## Leben und Werk
Maes ging um 1650 nach Amsterdam, wo er in Rembrandt van Rijns Atelier arbeitete. Er hielt sich bei seinen Bildern an die Art und Farbgestaltung, wie er es von seinem Meister Rembrandt gelernt hatte.
In den Jahren 1653 bis 1665 wirkte er in Dordrecht und schuf dort zunächst lebensgroße Werke, die sich unmittelbar an Rembrandt anlehnten und dessen Stil perfekt nachahmten. Ab 1655 schuf er hauptsächlich kleinformatige Bilder häuslicher Szenen.
1665 ging er nach Antwerpen, wo er bis 1678 blieb und dann nach Amsterdam zurückging. Später wirkte sich der Einfluss flämischer Meister wie Anthonis van Dyck in seinen Bildern aus. Der Einfluss van Dycks ist in seinen Porträts, die nach 1660 in Dordrecht entstanden sind, ersichtlich; zu dieser Zeit ist eine radikale Stilveränderung hin zu einem leichteren, eleganteren Stil zu bemerken.
Bilder von Maes sind heute in London, Amsterdam, Berlin, Brüssel, Sankt Petersburg und in anderen bedeutenden Museen ausgestellt.

## Ausgewählte Werke
- Althorp, Collection Earl Spencer
  - Bildnis des Cornelis Tromp. 1677
- Amsterdam Museum
  - Bildnis des Cornelis Munter. 1679
- Amsterdam, Rijksmuseum
  - Bildnis des Willem Pottey. 1645
  - Bildnis der Catharina Pottey. 1645
  - Bildnis einer jungen Frau. 1665
  - Bildnis des Marten Meulenaer. 1675
  - Bildnis des Cornelis Evertsen. 1680
  - Die sechs Vorsteher der chirurgischen Gilde von Amsterdam. um 1680/81
  - Alte betende Frau.
  - Mädchen am Fenster (Die Tagträumerin).
  - Junge Mutter an der Wiege.
  - Die Spinnerin.
  - Spinnerin, einen Faden einziehend.
  - Bildnis der Belichje Hulft.
  - Früchtemarkt.
  - Bildnis eines jungen Mannes. (zugeschrieben)
- Amsterdam, Museum Willet-Holthuysen (Backer Foundation)
  - Bildnis des Willem Backer.
  - Bildnis der Magdalena de la Court
- Arras, Musée d’Arras
  - Bildnis einer Frau. 1667
- Basel, Kunstmuseum Basel
  - Die Gemüseverkäuferin.
- Berlin, Gemäldegalerie
  - Alte Frau beim Apfelschälen.
- ehemals Berlin, Kaiser-Friedrich-Museum
  - Verstoßung der Hagar. (wahrscheinlich 1945 zerstört)
  - Bildnis eines Prinzen von Oranien. (seit 1945 verschollen)
- Berlin, Privatsammlungen
  - Bildnis einer jungen Frau.
  - Bildnis eines jungen Mannes.
- Bonn, Rheinisches Landesmuseum Bonn
  - Bildnis eines jungen Mannes.
- Bordeaux, Musée des Beaux-Arts
  - Bildnis einer Frau. 1680
  - Bildnis eines Mannes. um 1680
- Boston, Museum of Fine Arts
  - Bildnis der Helena van Heuvel. um 1675 – 1679
  - Die Pfannkuchenbäckerin.
  - Bildnis einer Frau.
- Braunschweig, Herzog Anton Ulrich-Museum
  - Gelehrter im Lehnstuhl. um 1655–1660
- Brügge, Groeningemuseum
  - Gruppenbildnis von fünf Kindern. 1657
- Brüssel, Königliche Museen der Schönen Künste
  - Eingeschlafene alte Frau. um 1656
  - Bildnis des Laurent de Rasière.
  - Bildnis der Aletta van Hontum.
  - Bildnis eines Mannes.
- Budapest, Szépművészeti Múzeum
  - Bildnis des Jacob Trip. um 1660
  - Bildnis der Margaretha de Geer. um 1660
  - Bildnis eines kleinen Mädchens. 1665 (zugeschrieben)
  - Bildnis des Justus Criex. 1666
  - Bildnis einer vornehmen Dame mit Kind.
  - Bildnis der Maria van der Meer im Kindesalter.
- Columbia, Columbia Museum of Art
  - Bildnis einer Frau. 1682
- Den Haag, Mauritshuis
  - Bildnis des Jacob Trip. um 1659/1660
  - Bildnis der Margaretha de Geer. um 1660
- Dordrecht, Dordrechts Museum
  - Der Leierkastenmann. um 1656–1658
  - Die Lauscherin. 1657
  - Bildnis der Margaretha de Geer. 1669
  - Gruppenbildnis von vier Kindern als mythologische Figuren. 1674
  - Die Dienstmagd.
- Dresden, Gemäldegalerie Alte Meister
  - Bildnis des Godard van Reede und Agrun. 1676
- Dublin, National Gallery of Ireland
  - Vertumnus und Pomona.
- Durham, The Bowes Museum
  - Bildnis einer Frau in Schwarz.
  - Bildnis eines älteren Mannes mit lockigem Haar.
- Edinburgh, Collection Earl Ellesmere
  - Mädchen beim Einfädeln.
- Gent, Museum for Schone Kunsten
  - Bildnis einer Frau.
- Gotha, Schlossmuseum
  - Bildnis einer alten Frau mit Buch.
- Hannover, Niedersächsisches Landesmuseum
  - Bildnis eines Rechtsgelehrten
- Husum, Nordfriesisches Museum. Nissenhaus Husum
  - Mädchenbildnis. 1674
- Karlsruhe, Staatliche Kunsthalle
  - Bildnis eines Mannes. um 1665–1670
- Kassel, Gemäldegalerie Alte Meister
  - Der Apostel Thomas.
- Köln, Wallraf-Richartz-Museum & Fondation Corboud
  - Bildnis eines Mannes. 1658
  - Bildnis eines Kindes mit Spaniel. um 1660–1670
  - Bildnis der Alexandrina de Milan. 1670
  - Bildnis eines Mannes. 1677
- Kopenhagen, Statens Museum for Kunst
  - Bildnis eines Mannes.
  - Bildnis einer Frau.
- London, Collection Harald Samuel
  - Die junge Näherin. 1655
- London, National Gallery
  - Christus segnet die Kinder. um 1652/1653
  - Die Rübenschälerin. 1655
  - Interieur mit schlafender Magd und ihrer Herrin. 1655
  - Kleines Mädchen an einer Wiege. um 1655
  - Bildnis eines ältern Mannes in schwarzer Robe. 1666
  - Bildnis des Jan de Reus. um 1670–1680
  - Bildnis eines Mannes mit schwarzer Perücke. um 1680
- London, Wallace Collection
  - Die tugendhafte Frau. um 1655
  - Die Lauscherin. 1656
- Los Angeles, J. Paul Getty Museum
  - Die Anbetung der Hirten. um 1660
- Madrid, Museo Thyssen-Bornemisza
  - Der ungezogene Trommler. um 1655
  - Bildnis eines Mannes. um 1666/1667
  - Bildnis einer Frau. um 1666/1667
- Mainz, Landesmuseum Mainz
  - Bildnis einer Frau. um 1675–1680
- Milwaukee, Collection Alfred Bader
  - Das Opfer Abrahams. um 1655/56
- Moskau, Puschkin-Museum
  - Die Entführung des Ganymed.
- München, Alte Pinakothek
  - Bildnis eines jungen Mannes. um 1680
  - Bildnis einer jungen Frau. um 1680
  - Die Verstoßung der Hagar.
- New York, Metropolitan Museum of Art
  - Verstoßung der Hagar. 1653
  - Junges Mädchen beim Apfelschälen. um 1655
  - Die Klöpplerin. um 1655–1660
  - Bildnis des Admirals Jacob Binckes. 1676
  - Bildnis der Ingena Rotterdam. 1676
  - Bildnis einer Frau.
- Ottawa, National Gallery of Canada
  - Die Klöpplerin. 1655
- Oxford, Ashmolean Museum
  - Der Geruchssinn.
  - Stillleben mit Gartenfrüchten.
- Paris, Musée du Louvre
  - Bildnis des Hermanus Amija.
  - Bildnis der Catherine de Vogelaer.
  - Badende Kinder.
  - Stillleben. (zugeschrieben)
- Paris, Petit Palais
  - Die Klöpplerin.
- Pasadena, Norton Simon Museum
  - Interieur mit Dordrechter Familie. 1656
  - Bildnis der Agatha Bicker.
  - Bathseba.
  - Bildnis des Dirck Frederiksz. Alewijn.
- Philadelphia, Museum of Art
  - Liebespaar im Freien.
- Rotterdam, Museum Boymans-van Beuningen
  - Bildnis des Maerten Nieuwpoorts. 1672
  - Bildnis der Maria Colve. 1672
- Saint Louis, The Saint Louis Art Museum
  - Der Bankier. 1656
- San Diego, Timken Art Gallery
  - Bildnis einer Frau mit Hund. 1677
- San Francisco, Fine Arts Museum
  - Bildnis eines Mannes. 1656
  - Bildnis einer Frau. 1656
- Schwerin, Staatliches Museum Schwerin
  - Bildnis einer Frau.
- St. Petersburg, Eremitage
  - Die Verspottung Christi. um 1650–1660
  - Die Spinnerin. um 1658
  - Bildnis einer jungen Frau. 1678
- Toledo, Museum of Art
  - Die glückliche Familie.
- Toulouse, Musée des Augustins
  - Bildnis einer jungen Frau. 1674
  - Doppelbildnis zweier Kinder. 1675
- Utrecht, Rijksmuseum Het Catharijneconvent
  - Bildnis des Gisbertus Voetius.
- Vaduz, Sammlungen des regierenden Fürsten von Liechtenstein
  - Die Spitzenklöpplerin. 1655
- Warschau, Muzeum Archidiecezji Warszawskiej 
  - Gruppenbildnis der Familie Skyes. 1664
- Warschau, Nationalmuseum Warschau
  - Bildnis eines Mannes.
- Washington, National Gallery of Art
  - Alte Frau über einem Buch dösend. um 1655
  - Bildnis einer Frau. 1676
- Washington, Smithsonian American Art Museum
  - Bildnis eines Mannes. (zugeschrieben)
- Wien, Gemäldegalerie der Akademie der bildenden Künste Wien
  - Bildnis eines Knaben im Kostüm des Adonis.
- Wien, Kunsthistorisches Museum
  - Bildnis der Sara Ingelbrechts. 1675
- Worms, Museum Heylshof
  - Junge Klöpplerin und alte Frau bei einer Wiege vor der Haustür.